# Kastos
Kastos (græsk: Καστός) er en græsk ø og et tidligere samfund øst for øen Lefkas, De Joniske Øer, Grækenland. Siden kommunalreformen i 2011 er den en del af kommunen Lefkada, hvoraf den er en kommunal enhed. Indtil 1974, da den blev en del af Lefkada-præfekturet, blev øen administreret under Cephalonia-præfekturet (Ithaca- provinsen). Den nærmeste ø er Kalamos, med en dyb kanal imellem dem; fastlandet er cirka 5 kilometer mod nordøst i den regionale enhed Aetolia-Acarnania.

## Geografi
Øen har kun én landsby, den homonyme Kastos, der ligger på dens østkyst. Det har en befolkning på omkring 80, der hovedsageligt er involveret i turisttjenester såvel som fiskeri. I løbet af sommeren vender tidligere lokale tilbage på ferier og danner sammen med de fluktuerende besøgende, der ankommer på yachter, dens sæsonprægede karakter. Øen er 7 km lang fra nord til syd og 800 m bred. Området er 5.901 km2 og dens højeste punkt er 142 meter over Middelhavets niveau. Kastos har to kirker, Agios Ioannis Prodromos, som ligger i centrum af landsbyen, og Agios Emilianos, der ligger omkring 4 km nordøst for landsbyen. Agios Ioannis kirke er dekoreret med vægmalerier fra den bemærkelsesværdige eptanesiske maler Spyridon Gazis. Desuden har øen to vindmøller og tre olivenpresser, ingen af dem fungerer længere.